# پادشاه درام‌ها
پادشاه درام‌ها (کره‌ای: 드라마의 제왕) یک مجموعهٔ تلویزیونی کره جنوبی سال ۲۰۱۲ با بازی کیم میونگ-مین، جونگ ریو وون و چوی شی وون است. این مجموعه دربارهٔ اتفاقاتی است که در پشت صحنهٔ ساخت یک درام تلویزیونی می‌گذرد.
پادشاه درام‌ها از ۵ نوامبر ۲۰۱۲ تا ۷ ژانویه ۲۰۱۳، روزهای دوشنبه و سه‌شنبه ساعت ۲۱:۵۵ (کی‌اس‌تی) از اس‌بی‌اس برای ۱۸ قسمت پخش شد.

## بازیگران

### اصلی
- کیم میونگ-مین در نقش آنتونی کیم - مدیر عامل یک کمپانی تولیدی درام.[۴]
- جونگ ریو وون در نقش لی گو اون - یک نویسنده تازه‌کار و ایدئال‌گرا.[۵]
- چوی شی وون در نقش کانگ هیون مین - ستاره برتر خودشیفته و سلبریتی هالیو و بازیگر نقش اول مرد «صبح کیجو».[۶]
- جونگ مان-شیک در نقش اوه جین وان - دشمن آنتونی و مدیرعامل امپایر پروداکشنز.
- اوه جی اون در نقش سونگ مین آه - بازیگر نقش اول زن «صبح کیجو» که گذشته‌ای مشترک با آنتونی دارد.
- کوان هه-هیو در نقش نام وون هیونگ - رئیس فعلی برنامه‌ریزی درام.
- جونگ این-گی در نقش گو یونگ موک - کارگردان «صبح کیجو».